# Cừu len Cam Túc

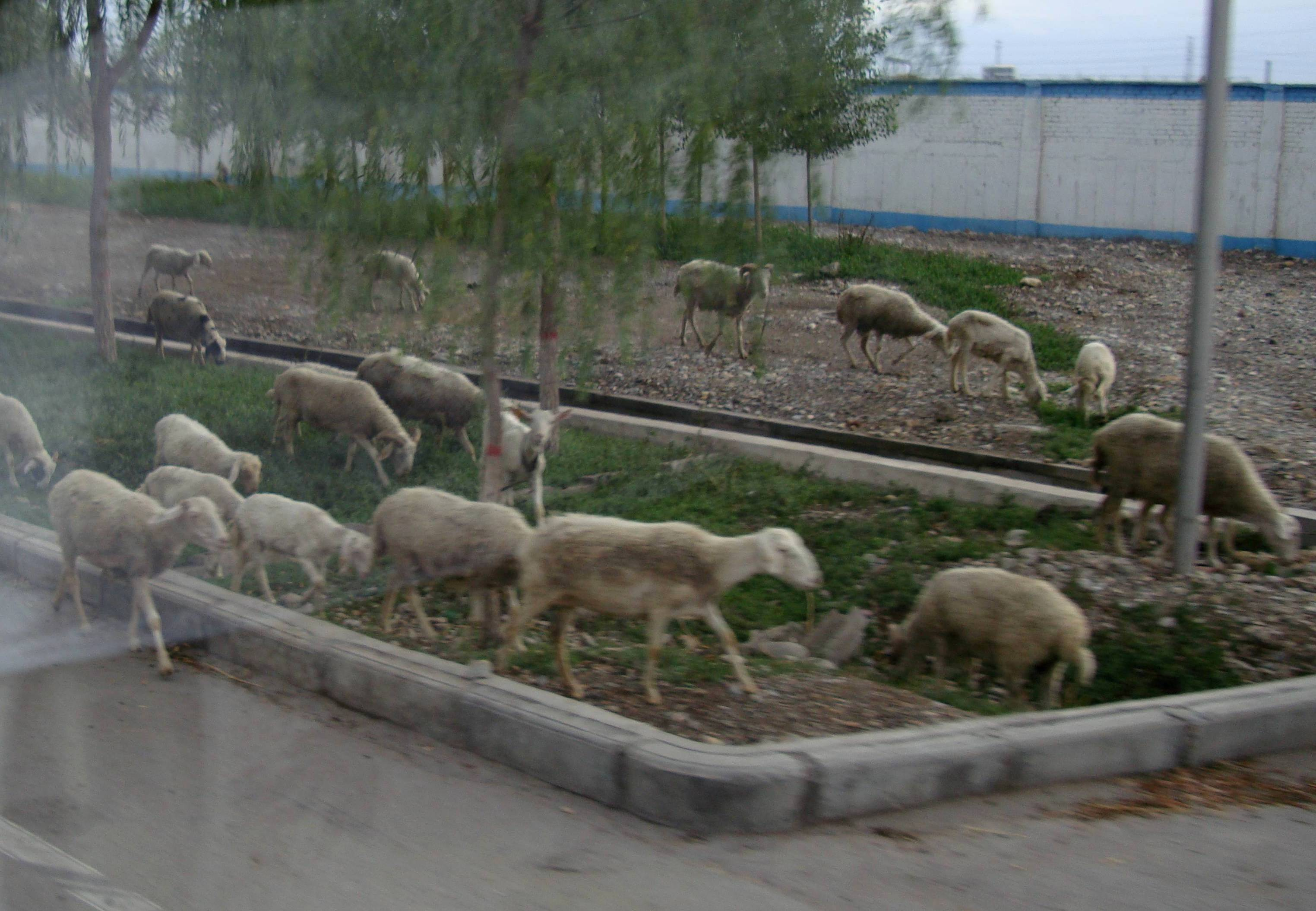
Cừu Cam Túc

Cừu len Cam Túc hay còn gọi là cừu len Alpine-Cam Túc là một giống cừu nhà được thuần hóa từ Trung Quốc. Giống cừu này đã được tạo ra bằng cách lai giữa cừu Mông Cổ hoặc cừu Tây Tạng, cừu Tân Cương với cừu len và sau đó với một số giống tốt của cừu từ Nga. Nó chủ yếu được nâng cấp lên cho việc lấy len. Nó đôi khi cũng được cho tham gia vào các màn chọi cừu.

## Đặc điểm chung
Giống này đã được phát triển đặc biệt để dễ dàng thích nghi với khí hậu và điều kiện thời tiết khắc nghiệt bản địa với Quận Hoàng Sơn của tỉnh Cam Túc. Cả hai giới là không có màu và trắng. Cừu đực đều cao 78 cm tới vai, nặng 75 kg và sừng có hình xoắn ốc có sừng. Cừu cái thì cao 65 cm tới vai, nặng 40 kg và có mờm hoặc sừng nhỏ. Tính trung bình, cừu trưởng thành vào 18 tháng trong khi cừu đực trưởng thành ở 24 tháng. Các cân nặng trung bình là 4,2 kg trong khi con cừu cái là 4,0 kg. Cừu cái trung bình 1,3 con chiên mỗi lứa trong suốt cuộc đời của mình.
Trán chúng phẳng, xương mũi lồi ra, chúng có hố nước mắt, mõm của chúng mỏng, môi hoạt động, răng cửa sắc, nhờ đó chúng có thể gặm được cỏ mọc thấp và bứt được những lá thân cây mềm mại, hợp khẩu vị trên cao để ăn. Chúng có thói quen đi kiếm ăn theo bầy đàn, tạo thành nhóm lớn trên đồng cỏ. Trong da chúng có nhiều tuyến mồ hôi và tuyến mỡ hơn dê. Bởi thế chúng bài tiết mồ hôi nhiều hơn và các cơ quan hô hấp tham gia tích cực hơn vào quá trình điều tiết nhiệt. Mô mỡ dưới da của chúng phát triển tốt hơn dê và ngược lại ở các cơ bên trong của chúng có ít tích lũy mỡ hơn dê. Chính vì vậy, thịt chúng nhiều nạc hơn thịt dê.

## Chăn nuôi

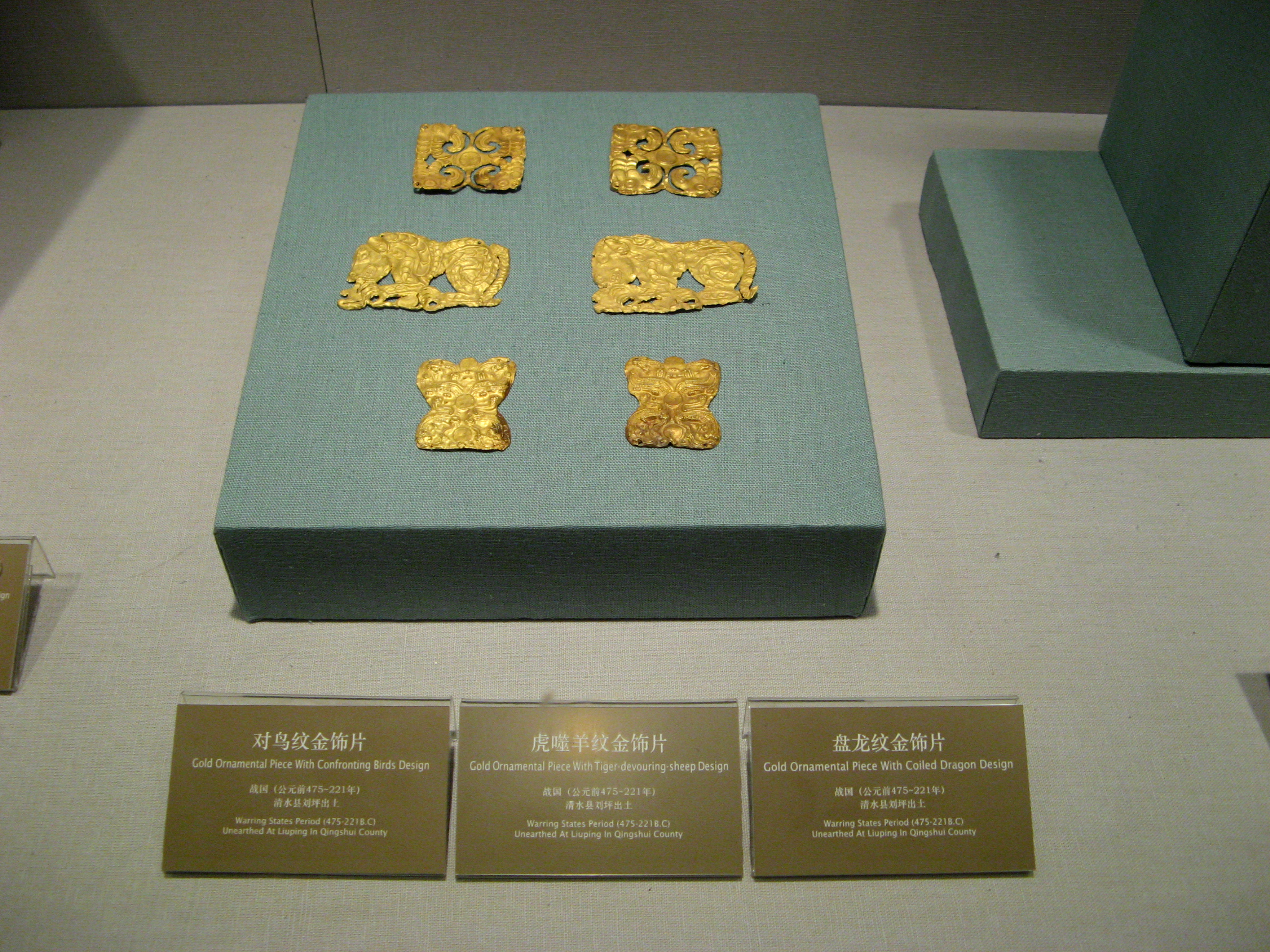
Những di chỉ cho thấy cảnh một con hổ đang ăn một con cừu ở vùng Cam Túc

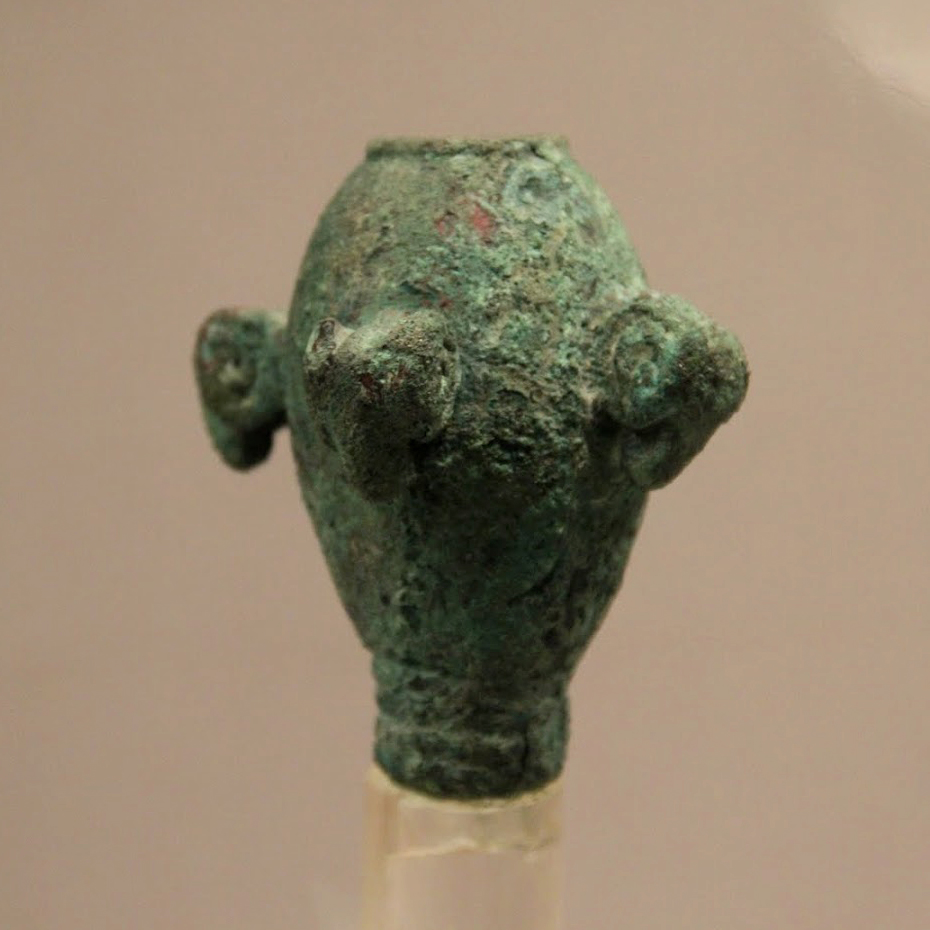
Di chỉ về cừu bằng đồng

Chúng có tính bầy đàn cao nên dễ quản lý, chúng thường đi kiếm ăn theo đàn nên việc chăm sóc và quản lý rất thuận lợi. Chúng cũng là loài dễ nuôi, mau lớn, ít tốn công chăm sóc. So với chăn nuôi bò thì chúng là vật nuôi dễ tính hơn, thức ăn của chúng rất đa dạng, thức ăn của chúng là những loại không cạnh tranh với lương thực của người. Chúng là động vật có vú ăn rất nhiều cỏ.
Hầu hết chúng gặm cỏ và ăn các loại cỏ khô khác, tránh các phần thực vật có gỗ nhiều. Chúng có chế độ hoạt động ban ngày, ăn từ sáng đến tối, thỉnh thoảng dừng lại để nghỉ ngơi và nhai lại. Đồng cỏ lý tưởng cho chúng như cỏ và cây họ Đậu. Khác với thức ăn gia súc, thức ăn chính của chúng trong mùa đông là cỏ khô.
Chúng là loài ăn tạp, có thể ăn được nhiều loại thức ăn bao gồm thức ăn thô xanh các loại như: rơm cỏ tươi, khô, rau, củ quả bầu bí các loại, phế phụ phẩm công nông nghiệp và các loại thức ăn tinh bổ sung như cám gạo ngũ cốc. Mỗi ngày chúng có thể ăn được một lượng thức ăn 15-20% thể trọng. Chúng cần một lượng thức ăn tính theo vật chất khô bằng 3,5% thể trọng. Với nhu cầu 65% vật chất khô từ thức ăn thô xanh (0,91 kg) và 35% vật chất khô từ thức ăn tinh (0,49 kg). Khi cho chúng ăn loại thức ăn thô xanh chứa 20% vật chất khô và thức ăn tinh chứa 90% vật chất khô.
Nguồn nước uống là nhu cầu cơ bản của chúng. Lượng nước cần cho chúng biến động theo mùa và loại và chất lượng thực phẩm mà chúng tiêu thụ. Khi chúng ăn nhiều trong các tháng đầu tiên và có mưa (kể cả sương, khi chúng ăn vào sáng sớm), chúng cần ít nước hơn. Khi chúng ăn nhiều cỏ khô thì chúng cần nhiều nước. Chúng cũng cần uống nước sạch, và có thể không uống nếu nước có tảo hoặc chất cặn. Trong một số khẩu phần ăn của chúng cũng bao gồm các khoáng chất, hoặc trộn với lượng ít.

## Chăm sóc
Sau khi cho phối giống 16-17 ngày mà không có biểu hiện động dục lại là có thể cừu đã có chửa, Căn cứ vào ngày phối giống để chuẩn bị đỡ đẻ cho cừu (thời gian mang thai của cừu 146-150 ngày) nhằm hạn chế cừu sơ sinh bị chết; Có thể bồi dưỡng thêm thức ăn tinh và rau cỏ non cho cừu có chửa nhưng tuyệt đối tránh thức ăn hôi mốc; Khi có dấu hiệu sắp đẻ (bầu vú căng, xuống sữa, sụt mông, âm hộ sưng to, dịch nhờn chảy ra, cào bới sàn…) nên nhốt ở chuồng riêng có lót ổ rơm và chăn dắt gần, tránh đồi dốc.
Thông thường cừu mẹ nằm đẻ nhưng cũng có trường hợp đứng đẻ, tốt nhất nên chuẩn bị đỡ đẻ cho cừu; Sau khi đẻ cừu mẹ tự liếm cho con. Tuy nhiên, vẫn phải lấy khăn sạch lau khô cho cừu con, nhất là ở miệng và mũi cho cừu con dễ thở. Lấy chỉ sạch buộc cuống rốn (cách rốn 4–5 cm), cắt cuống rốn cho cừu con và dùng cồn Iod để sát trùng; Giúp cừu con sơ sinh đứng dậy bú sữa đầu càng sớm càng tốt (vì trong sữa đầu có nhiều kháng thể tự nhiên); Đẻ xong cho cừu mẹ uống nước thoải mái (có pha đường 1% hoặc muối 0.5%).
Cừu con trong 10 ngày đầu sau khi đẻ cừu con bú sữa mẹ tự do; Từ 11-21 ngày tuổi cừu con bú mẹ 3 lần/ngày, nên tập cho cừu con ăn thêm thức ăn tinh và cỏ non, ngon; 80-90 ngày tuổi có thể cai sữa. Giai đoạn này phải có cỏ tươi non, ngon cho cừu con để kích thích bộ máy tiêu hóa phát triển (đặc biệt là dạ cỏ) và bù đắp lượng dinh dưỡng thiếu hụt do sữa mẹ cung cấp không đủ; Cừu sinh trưởng và phát triển nhanh, mạnh ở giai đoạn này.

## Chọi cừu

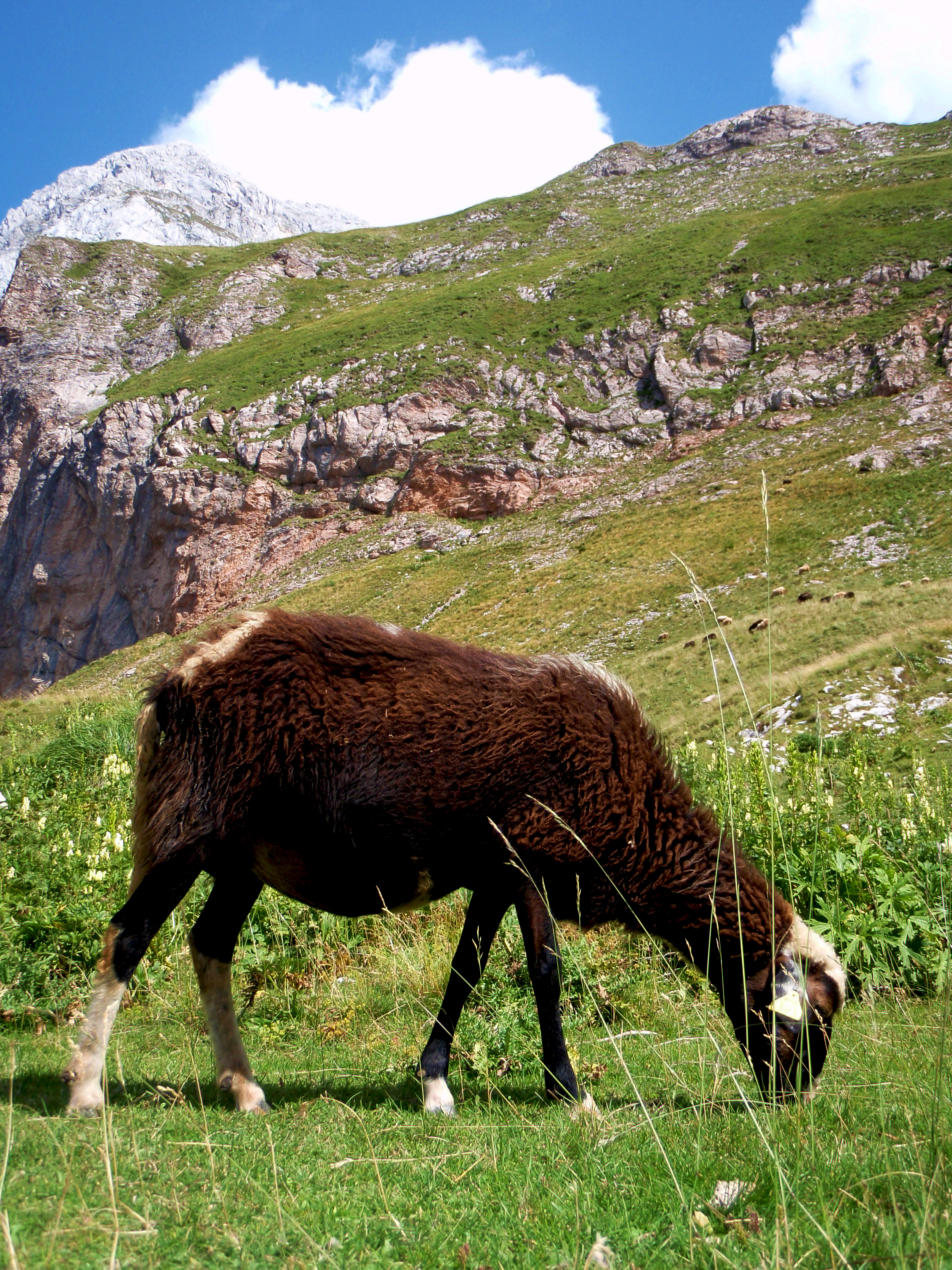
Giống cừu Alpine

Thường được biết đến là loài động vật vô cùng dễ thương, đáng yêu, ít ai có thể ngờ được là những con cừu cũng có thể sống chết với nhau trên sàn đấu trong một hoạt động chọi cừu đầy máu me ở Trung Quốc. Tại một làng cổ thuộc Cam Châu, Trương Dịch, Cam Túc, Trung Quốc, hoạt động chọi cừu diễn ra vào dịp tết Nguyên tiêu (Rằm tháng Giêng) hàng năm. Tại đây, sau những vòng đấu loại, tuyển chọn gắt gao, có 32 con cừu được vào vòng chung kết. Từ những con vật hiền lành, đáng yêu, những con cừu biến thành những chiến binh hăng máu nhất, chúng lao vào nhau tử chiến đến khi một trong hai ngã xuống, không thể gượng dậy mới thôi.
Nhiều người cho rằng hoạt động chọi cừu này có sử dụng chất kích thích khiến cho những con cừu trở nên mất kiểm soát, chỉ còn biết lao vào nhau mà húc túi bụi đến chết. Cảnh chọi cừu đẫm máu như thế này không chỉ diễn ra ở Cam Túc và nó còn tồn tại ở một số địa phương khác tại Trung Quốc. Mặc dù đã có nhiều tổ chức về quyền động vật lên án, kêu gọi chính quyền địa phương ngừng tổ chức những lễ hội tàn bạo như thế này nhưng do đây là lễ hội dân gian, truyền thống của địa phương nên không nhiều nơi hưởng ứng.